# Astragalus chiukiangensis
Astragalus chiukiangensis es una especie de planta del género Astragalus, de la familia de las leguminosas, orden Fabales.
Fue descrita científicamente por Tsai & T. T. Yu.